# Miliaria rubra
Miliaria rubra (lat: 'rode gierstekorrels') is een lastige maar onschuldige huidaandoening waarbij de uitgangen van zweetklieren verstopt raken zodat er pukkeltjes ontstaan door geblokkeerd zweet. Deze zijn wat rood en jeuken, soms treden kleine blaasjes op, vooral in warme, vochtige klimaten. Het gaat meestal na enkele weken over. Jeukverlichtende middelen kunnen soms helpen.